# 御堂筋パレード

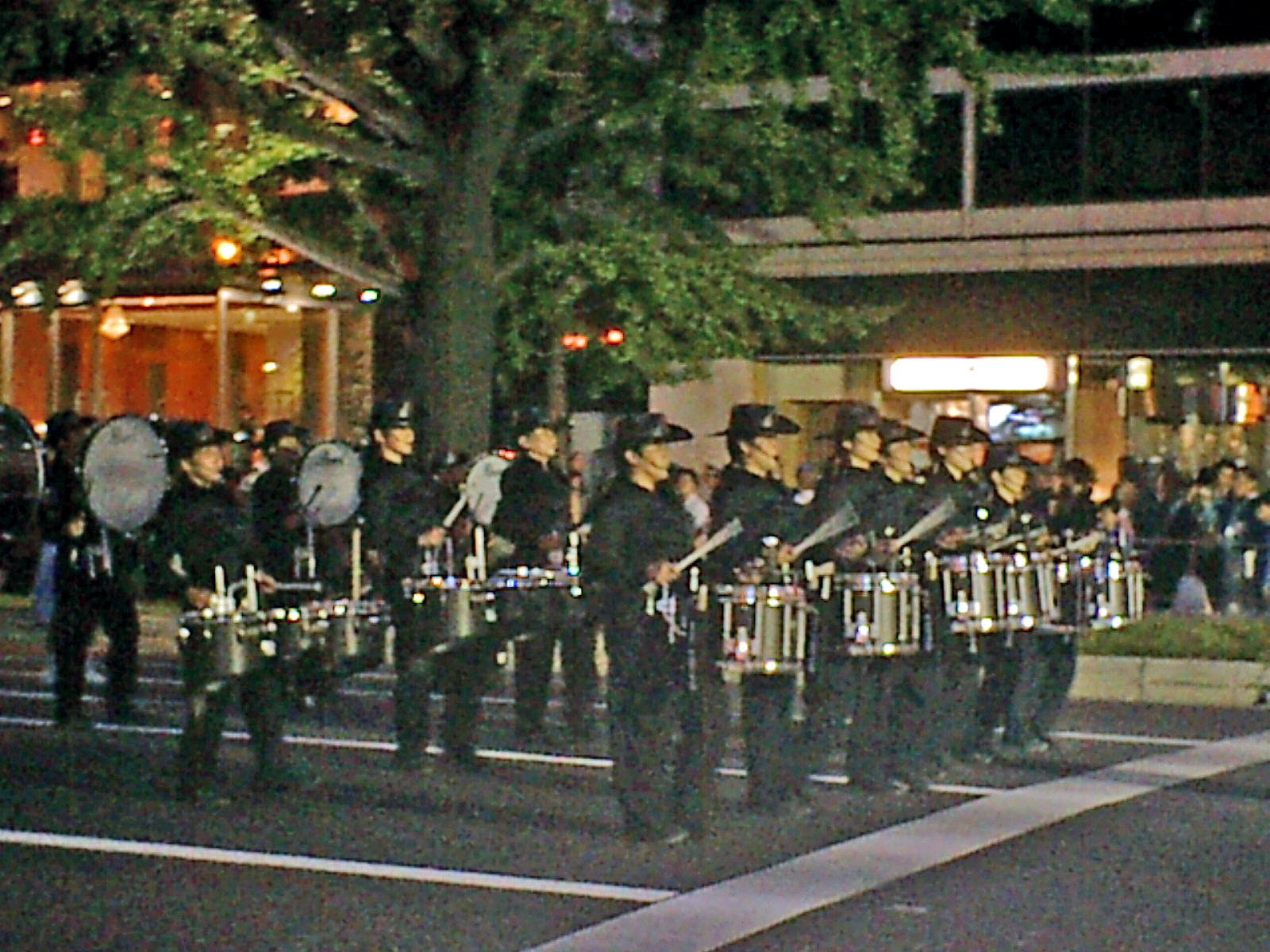
御堂筋パレード2006年に出演した四条畷学園高校吹奏楽部

御堂筋パレード（みどうすじパレード）は、毎年10月の第2日曜日に、大阪のメインストリート・御堂筋で開かれていたイベント。主催は財団法人大阪21世紀協会。

## 歴史
1983年に大阪城築城400年まつりと、大阪21世紀計画のプロジェクト立ち上げを記念して開催されたのが始まり。考案者は堺屋太一。
北区中之島・大阪市役所前をスタートし、中央区難波の髙島屋（南海難波駅、南海ビルディング）前までの御堂筋3.3kmを舞台に、大阪府、大阪市やそれらとの姉妹（友好）都市提携を結ぶ海外の都市の代表、並びに大阪府内にオフィスを構える大手企業や、大阪府内の学生などが、協賛したフロート（山車）によるパレードやパフォーマンスを展開。大阪の秋を彩る一大祭典として定着していた（1988年に限り、昭和天皇の病状悪化により中止となった）。
パレードの模様は長年、大阪地区の各テレビ局（準キー5局=毎日放送・朝日放送・関西テレビ・読売テレビ・テレビ大阪）でのリレー中継とNHK大阪放送局でもされていたが、末期はスタート時間が午後になったことから、民放での中継はMBS・TVO・ABCの3社のみ（うちABCは録画中継）となった。
2006年は、約93団体1万人が参加し、122万9000人の観客が集まった。
「パレード前日祭」として、扇町公園でストリートパフォーマンスを繰り広げるイベントが開かれていた。
2008年、大阪府知事・橋下徹が打ち出した「大阪府財政再建プロジェクト」で開催に必要な資金調達が困難になったため、2007年をもっての終了が関係者間で協議された。その結果、廃止が決定。2008年から代替イベントである御堂筋kappoを梅田新道から本町間で開催することが決定した。

## その他
1959年の南海ホークス、2003年・2005年の阪神タイガース・2023年のオリックスバファローズと阪神タイガースの優勝祝賀パレードのことも「御堂筋パレード」と紹介される場合がある。2023年のパレードは、オリックス・バファローズと阪神タイガースが同日に時間帯を分けて実施している。
2022年のオリックス・バファローズは、単独ではなく「大阪・光の饗宴2022」の開宴式に参加する形で御堂筋での優勝祝賀パレードを実施した。
開催日は終点付近にある（現在は撤去）難波西口交差点の歩道橋は立入禁止となっていた。